# Chyromya nitescens
Chyromya nitescens är en tvåvingeart som beskrevs av Frey 1958. Chyromya nitescens ingår i släktet Chyromya och familjen gulflugor. Inga underarter finns listade i Catalogue of Life.